# جیجاق سبز
جیجاق سبز(نام علمی: Cyanocorax luxosus) نام یک گونه از سرده جیجاق‌های کاکلی است.